# Kesar Novak

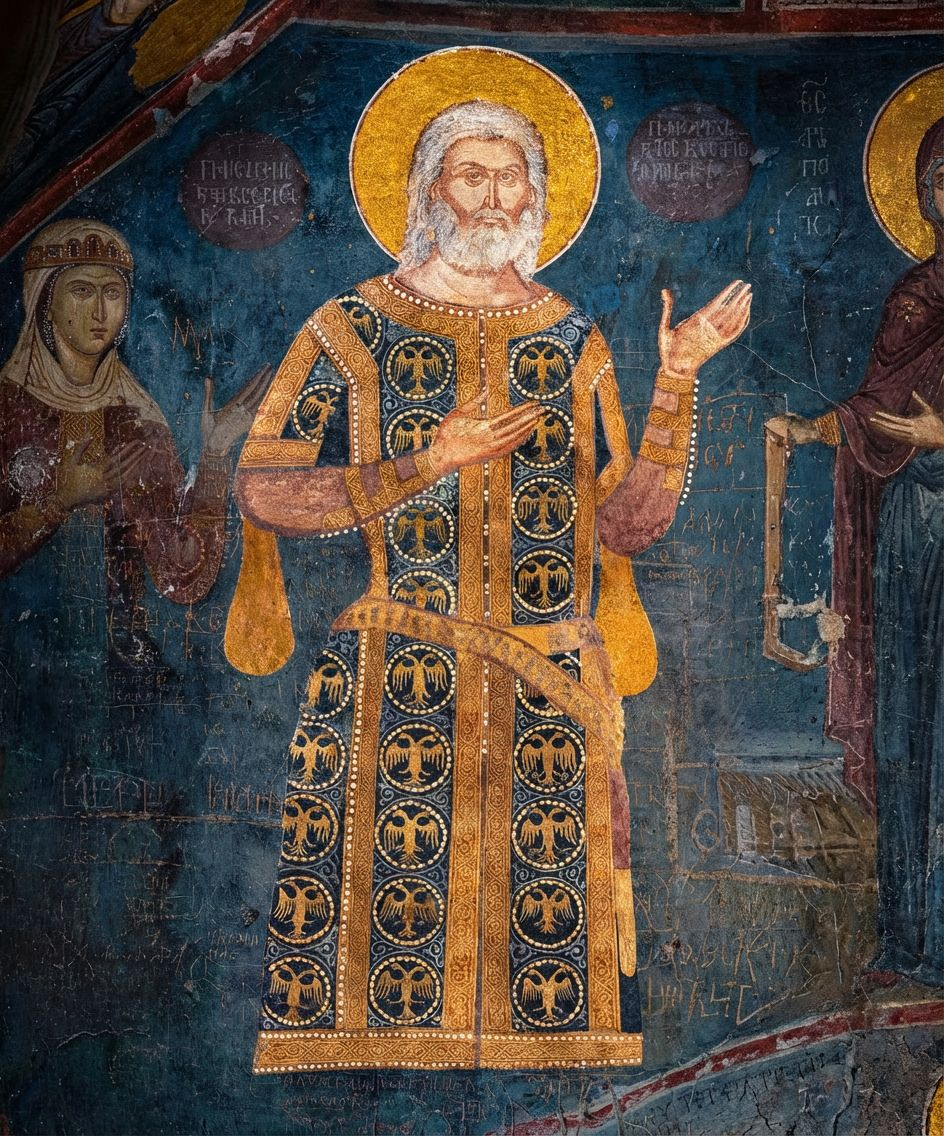
Novak auf einem Fresko in der Theotokos-Kirche auf der Prespaseeinsel Mali Grad

Kesar Novak (serbisch-kyrillisch Кесар Новак; mittelgriechisch Καίσαρ Νόβακος; eigentlich Novak Mrasorović [?]; † nach 1369) war ein serbischer Magnat, der unter Zar Stefan Uroš V. die hohe Würde eines Kaisars (serbisch Kesar) trug.
Die familiäre Herkunft Novaks ist ebenso unbekannt wie sein Geburts- und Todesdatum. Mit seiner griechischen Frau Kale hatte er eine Tochter Maria und einen Sohn Amiral. Als Vasall des Vukašin Mrnjavčević kontrollierte Novak die Region am Prespasee. Auf der kleinen Insel Mali Grad stiftete er 1369 die Theotokos-Kirche des Höhlenklosters von Bogorodica, in der griechische Inschriften und Fresken erhalten sind, die Novak und seine Familie darstellen.